# Ser

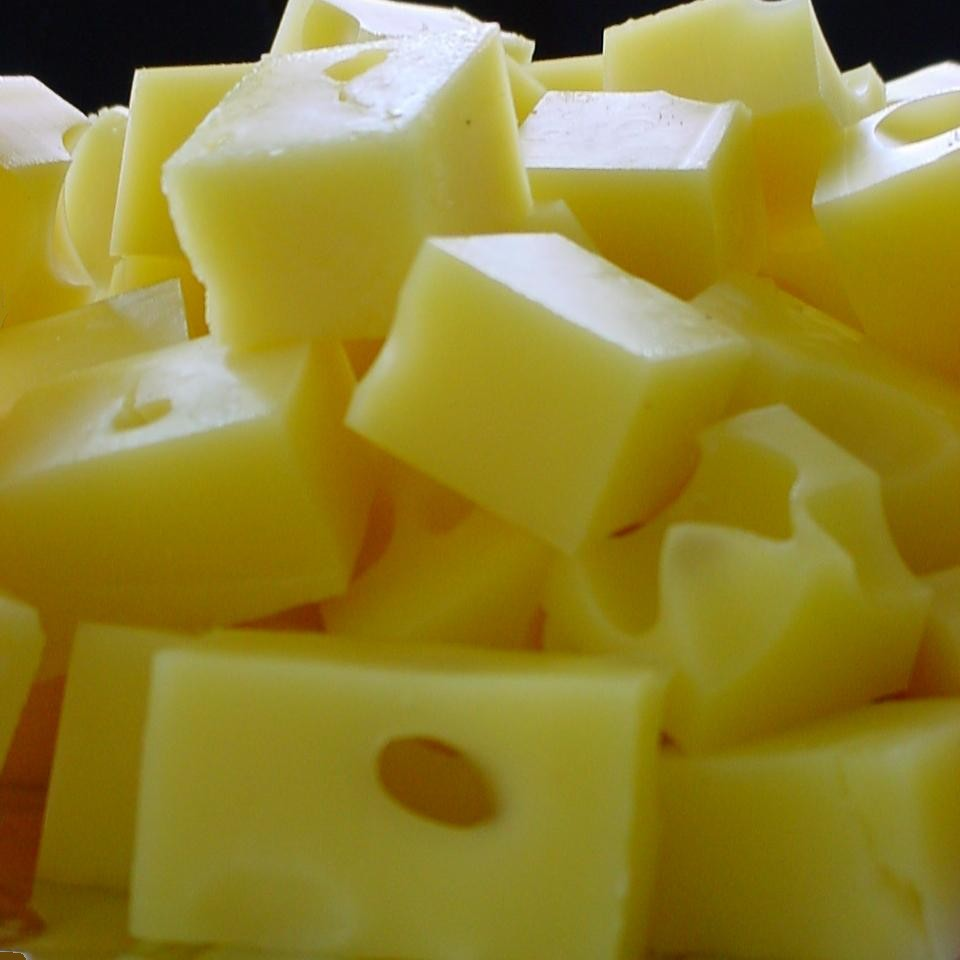
Ser podpuszczkowy twardy – tzw. ser żółty

Ser – produkt spożywczy wytwarzany poprzez wytrącenie z mleka tłuszczu i białka w postaci skrzepu, który zostaje poddany dalszej obróbce. Istnieje wiele gatunków sera i dzieli się je np. ze względu na gatunek mleka, zawartość tłuszczu, konsystencję, proces produkcyjny i czas dojrzewania. Ser zawiera wiele składników odżywczych. Technologią produkcji serów zajmuje się serowarstwo.

## Wartości odżywcze i wskazania dietetyczne
Sery, jako pochodne mleka, są ważnym źródłem wapnia (w jednym plastrze żółtego sera zawarte jest ok. 160-200 mg) oraz białka i witaminy B12, ponadto są kaloryczne, a ich wartość odżywcza wynosi 300-500 kcal/100 g. W produktach serowarskich występują obficie tłuszcze i cholesterol. Nadwaga, choroby układu krążenia, w tym nadciśnienie tętnicze, mogą być przeciwwskazaniami do spożywania serów. W takim przypadku polecane są pacjentom sery kozie, o mniejszej zawartości tłuszczów. Mleko krowie i jego przetwory mogą być czynnikiem alergizującym.

## Podział serów

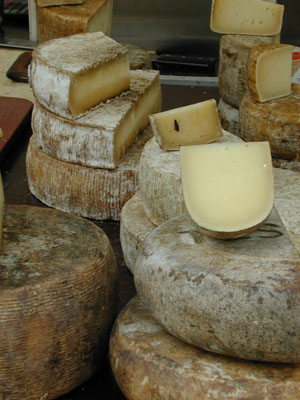
Ser na targu w Bazylei

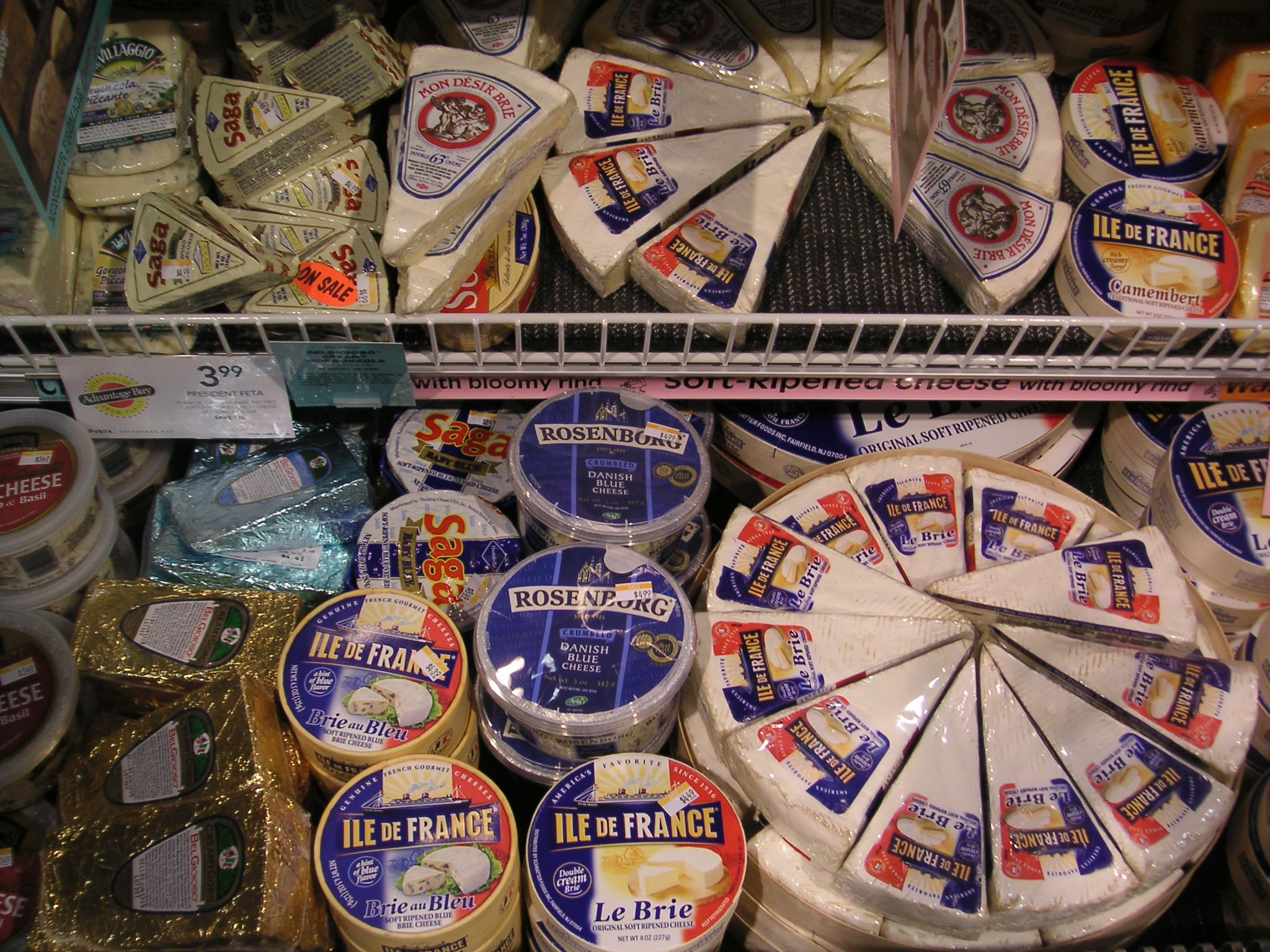
Ser na półce w supermarkecie

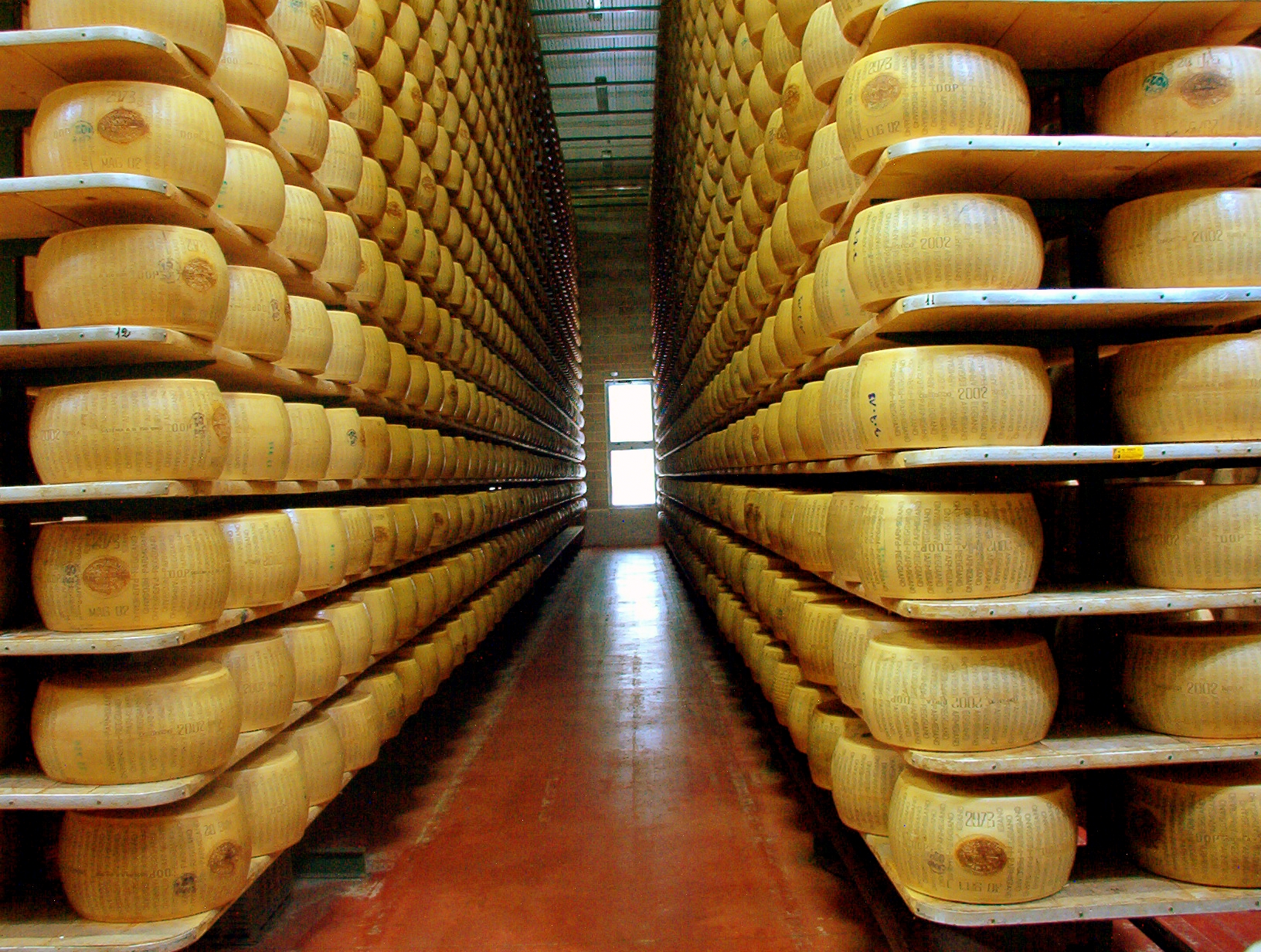
Dojrzewające kręgi serowe

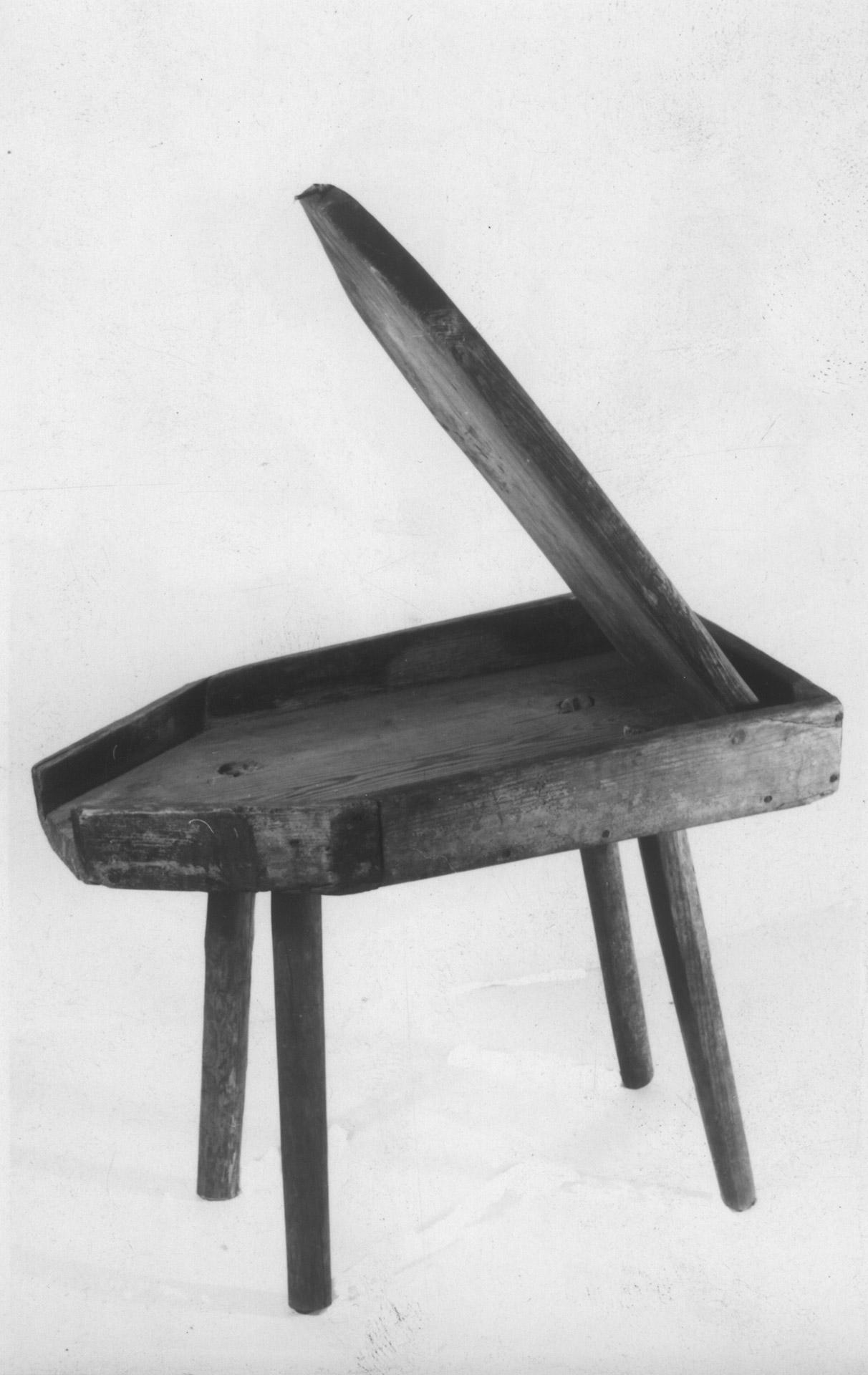
Stara, ręczna prasa do domowej produkcji sera z okolic Rogalina

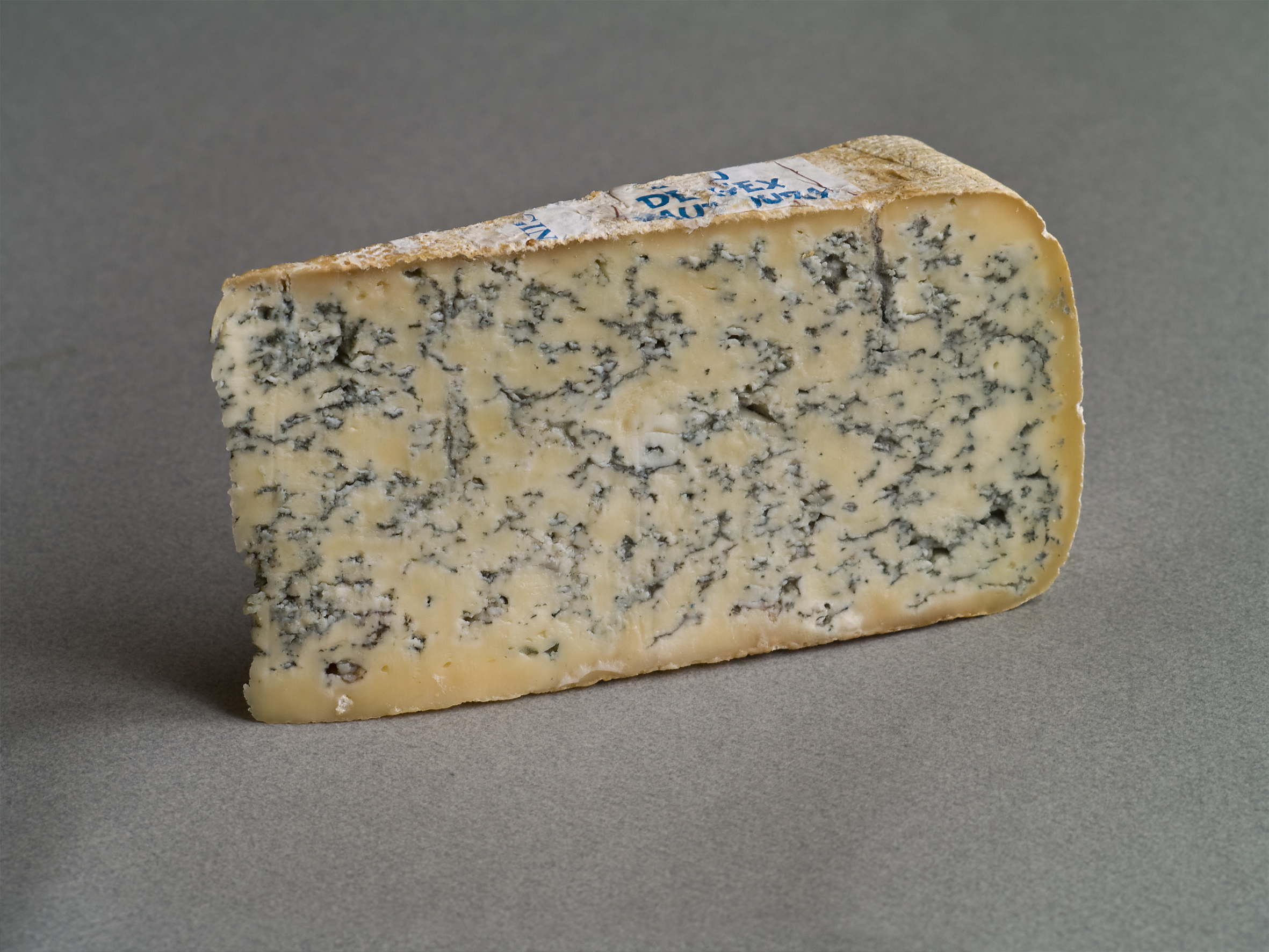
Ser przerośnięty pleśnią

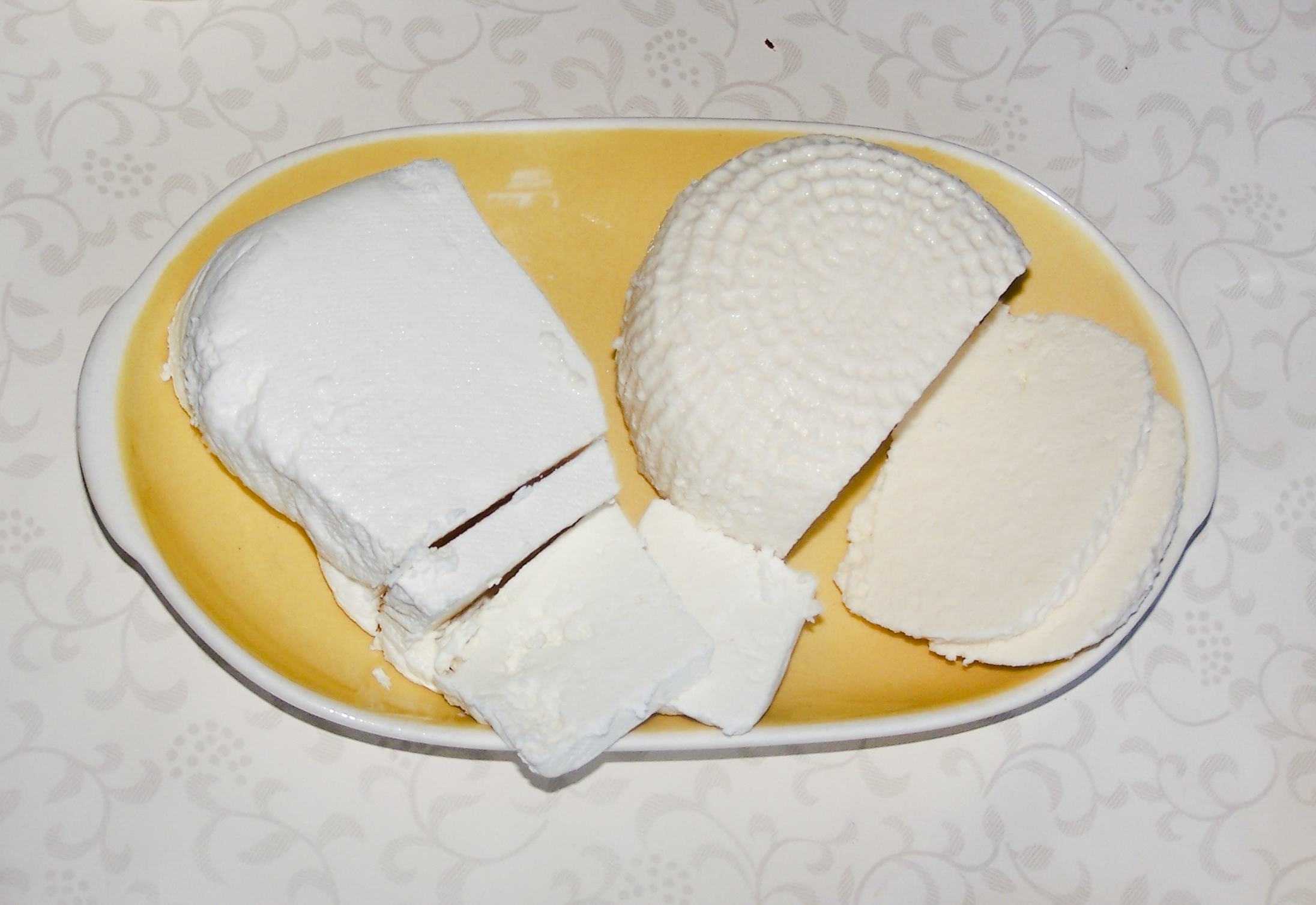
Ser kwasowy niedojrzewający – tzw. twaróg

Łącznie istnieje ok. 4000 gatunków serów, z czego w Polsce w okresie 1948-2019 wytwarzanych było ponad 600. Ze względu na technologię wytwarzania i typ procesu dojrzewania, sery dzielą się na:
- Rodzaje serów ze względu na proces produkcji:
  - podpuszczkowe
    - miękkie
      - z porostem pleśniowym (brie, camembert)
      - z przerostem pleśniowym (roquefort, gorgonzola)
      - pomazankowe (bryndza)

  - półtwarde (ser tylżycki[4], ser limburski, ementaler, gouda)
  - twarde (parmezan, radamer, mozzarella żółta)
  - kwasowe
    - niedojrzewające (twaróg)
    - dojrzewające (gomółka)
    - kwasowo-podpuszczkowe (cottage cheese)
    - zwarowe (ricotta)
- Rodzaje serów wg. zawartości tłuszczów:
  - pełnotłuste
  - tłuste
  - półtłuste
  - chude
  - odtłuszczone

Pod względem zawartości tłuszczu sery dzielą się na:
| Kategoria    | Podpuszczkowe | Kwasowe |
| ------------ | ------------- | ------- |
| śmietankowe  | 50%           | 55%     |
| pełnotłuste  | 45%           | 42%     |
| tłuste       | 40%           | 30%     |
| półtłuste    | 20%           | 15%     |
| odtłuszczone | 10–20%        | –       |
| chude        | <10%          | <14%    |

## Proces produkcji
Proces produkcji sera zaczyna się od wyrównania zawartości tłuszczu w mleku (normalizacja), po czym mleko poddaje się pasteryzacji (w przypadku serów twardych nieobowiązkowe, choć powszechne). Następnie do mleka dodawane są charakterystyczne dla danego gatunku sera bakterie, które przetwarzają laktozę do kwasu mlekowego, co sprzyja wyciekowi serwatki. Dodatkowo niektóre kultury bakterii wytwarzają intensywnie CO2, dzięki czemu powstają oka (dziury w serze). Dalsze etapy produkcji są zróżnicowane, a powstające w nich sery są klasyfikowane jako podpuszczkowe, kwasowe lub kwasowo-podpuszczkowe.
Do produkcji serów podpuszczkowych używa się podpuszczki. Pod jej wpływem dochodzi do koagulacji kazeiny i powstania skrzepu, który rozdrabniany jest później na ziarna, odsączana jest z niego serwatka, a następnie formowane są bloki serowe, które podlegają prasowaniu, a na koniec soleniu. W zależności od obróbki skrzepu i warunków dojrzewania wyróżnia się sery półtwarde, twarde i miękkie, a te ostatnie dzieli się na porośnięte pleśnią, przerośnięte pleśnią i pomazankowe.
Końcowym etapem produkcji jest etap dojrzewania. W jego trakcie grzyby i bakterie m.in. rozkładają laktozę do kwasu mlekowego, rozkładają białka i hydrolizują tłuszcze – efektem tego procesu jest charakterystyczny smak i zapach każdego z gatunków sera. W badaniu 137 serów z 10 krajów stwierdzono przeciętnie w serze bakterie z 6,5 rodzajów i grzyby z 3,2, łącznie 14 rodzajów bakterii i 10 rodzajów grzybów stanowiących co najmniej 1% populacji. 60% bakterii i 25% grzybów nie było dodane w kulturze startowej przez wytwórcę. Kilka rodzajów bakterii to bakterie morskie. Nie stwierdzono korelacji między rejonem pochodzenia sera a rodzajami mikrobów. Decydującym okazały się warunki dojrzewania.
Sery kwasowe otrzymuje się poprzez zakwaszenie mleka kulturami bakteryjnymi lub kwasami (np. octowym lub cytrynowym), w efekcie powstanie skrzep i serwatka. Następnie skrzep jest krojony, dogrzewany, płukany, odsączany, prasowany i formowany. Większości serów kwasowych nie poddaje się procesowi dojrzewania.
Sery kwasowo-podpuszczkowe powstają poprzez dodanie do mleka kultur bakteryjnych i podpuszczki.
W zależności od klasyfikacji sery zwarowe wyróżnia się jako osobną, czwartą, grupę lub jako podgrupę serów podpuszczkowych. Sery zwarowe otrzymuje się przez podgrzanie masy serowej poddanej działaniu podpuszczki.
Sery topione produkuje się natomiast topiąc jeden lub więcej rodzajów sera twardego z dodatkiem masła, mleka lub śmietany i specjalnych topników.
Ze względu na charakterystyki smakowe, sery mogą być słodkie, słone, pikantne, ostre, łagodne, ziołowe itd. Dodatkowo sery mogą być poddawane procesowi wędzenia i innym rodzajom obróbki.

## Historia sera

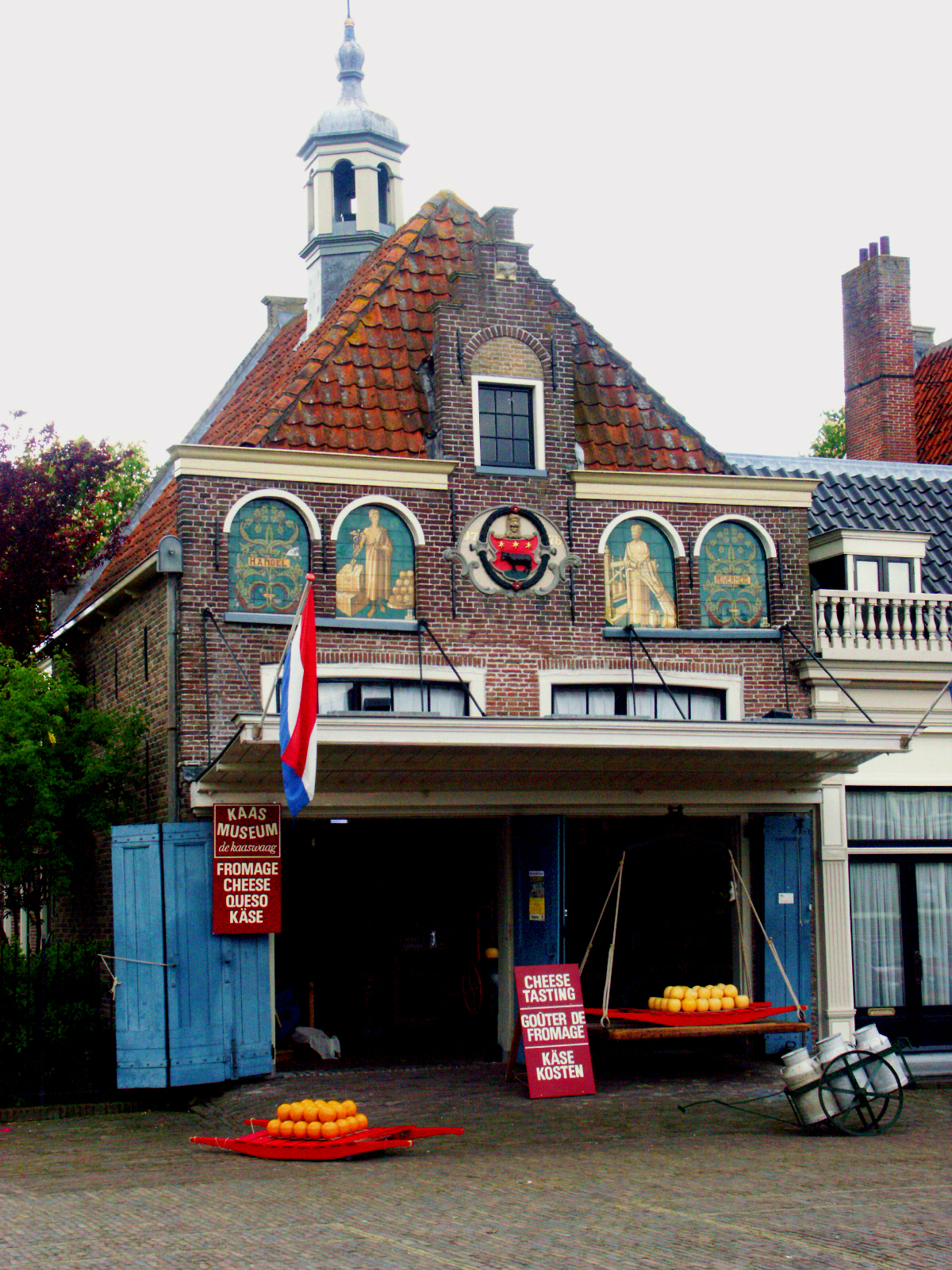
Muzeum sera, okolice Amsterdamu

Początki produkcji sera są ściśle związane z udomowieniem i hodowlą zwierząt.
W Iranie 8 tys. lat p.n.e. udomowiono pierwsze owce i kozy, około 5900 lat p.n.e. w Anatolii i Macedonii bydło, a 3 tys. p.n.e. – bawoły. Około roku 6000 p.n.e. na Półwyspie Apenińskim, na południu Francji i w Afryce Północnej rozpoczęto hodowlę owiec i kóz. Około 4 tys. lat p.n.e. mieszkańcy Bałkanów z doliny Tuna jako pierwsi sprowadzili bydło. Na podstawie badań archeologicznych ustalono, że najstarszy ser na świecie przypominający mozzarellę produkowano już 7500 lat temu w neolicie na Kujawach znajdujących się na terenie Polski. We Włoszech i Francji już 2000 lat p.n.e. wyrabiano ser.
Pierwszym dokumentem szczegółowo przedstawiającym kolejne fazy produkcji sera jest płaskorzeźba sumeryjska nazwana ozdobą mleczarni (około 3000 p.n.e.). W Babilonii ser był znany, ale należał do artykułów luksusowych.
Pasterze, którzy wlewali mleko do bukłaków sporządzonych z żołądków owiec, zauważyli, że dzieliło się ono na skrzep i serwatkę. Z czasem nauczono się odcedzać skrzep, suszyć go i solić, aby był dłużej zakonserwowany. Do dziś w krajach arabskich wyrabia się tą starą metodą kishk. Homer wspomina o serach produkowanych na Krecie. W Starym Testamencie (2 Księga Samuela 17,27-29) można przeczytać:
Kiedy Dawid przybył do Machanaim, Szobi, syn Nachasza z ammonickiego Rabba, Makir, syn Ammiela z Lo-Debar, i Barzillaj, Gileadczyk z Rogelim, dostarczyli łóżek, okryć pościelowych, naczyń, garnków glinianych, pszenicy, jęczmienia, mąki, ziarna prażonego, fasoli, soczewicy, miodu, masła, sera owczego i krowiego. Dostarczyli tego Dawidowi i jego otoczeniu, aby się posilili. Mówili bowiem: Lud na pustyni jest głodny, zmęczony i spragniony.
W starożytnym Rzymie udoskonalono umiejętność wytwarzania serów, przejętą od Greków. Mleko owcze i kozie pozostawiano, aby skwasiło się samo, czasami przyspieszano ten proces mieszając mleko gałązkami z drzewa figowego, dolewając sok figowy lub wrzucając nasiona dzikiego ostu. Ścinanie mleka podpuszczką było znane Etruskom, i to od nich Rzymianie nauczyli się tej metody.
Bardzo dużą popularnością sery cieszyły się w Cesarstwie Bizantyjskim. Był to podstawowy dodatek do pieczywa, obecny na stołach ludności wszystkich stanów. Źródła historyczne poświadczają nawet, że ser pełnił we wczesnym Cesarstwie Bizantyjskim rolę podarunku wręczanego przyjaciołom.
Z czasem technologie serowarskie udoskonalono. Większość najstarszych znanych nam serów zaczęto wytwarzać około XIV w., w dużej mierze ich produkcją zajmowali się mnisi. Zasady wyrobu sera cheddar zostały opracowane w XIX wieku. Wpłynęły one znacznie na metody produkcji większości serów. Pierwsza produkcja przemysłowa sera ruszyła 3 lutego 1815 w Szwajcarii. Do Polski serowarstwo z owczego mleka dotarło zza Karpat, z terenów Wołoszczyzny. W XIX w. nowe receptury na produkcję serów żółtych przywieźli imigranci z Niemiec, Holandii i Szwajcarii. Zobacz też: sernik (pomieszczenie).

## Prawo Wspólnot Europejskich w sprawie sera
Rozporządzenie Komisji (EWG) z 1987 roku zarezerwowało termin "ser" jedynie dla wyrobów z mleka. Oznacza to, że w państwach należących do Unii Europejskiej nie można używać tego terminu na opakowaniach produktów, w skład których wchodzi np. olej roślinny, pomimo tego orzeczenia w wielu państwach Wspólnoty, w tym również w Polsce, wciąż używa się tego określenia w sposób nieprawidłowy. Głównie w hipermarketach sprzedawane są pod tą nazwą tańsze produkty seropodobne, przypominające ser żółty.
Podobnie ma się sytuacja z produktami wegańskimi. Decyzją Trybunału Sprawiedliwości Unii Europejskiej z 2017 roku termin "ser" co do zasady zarezerwowany jest wyłącznie dla produktów odzwierzęcych.
W 1999 roku Trybunał Sprawiedliwości Wspólnot Europejskich uznał, że używane przez niemieckiego producenta określenie "ser dietetyczny" w stosunku do sera, do którego dodawano oleju roślinnego jest niezgodne z prawem.